# 케빈 미트닉

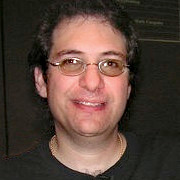
2008년의 케빈 미트닉

케빈 미트닉(Kevin Mitnick) 1963년 8월 6일~2023년 7월 16일)은 미국 출신의 유명한 해커이다.

## 생애
어렸을 때에도 사기술(?)에 능했고 청년기 때도 해킹에 능했다. 몇 번 소년원을 이 때문에 가기도 하였다. 20대에는 공소시효가 끝날 때까지 도피생활을 하기도 했다.
체포될 때까지 Condor라는 별명으로 잘 알려져 있었으며, 미국 국방성 펜타곤과 국가안보국(NSA, National Security Agency)의 전산망에 여러 차례 침투한 것으로 유명하다.(하지만 본인의 자서전에서 루머라고 밝히고 있다.) 기업체 중에는 모토로라, 썬 마이크로시스템즈, NEC, DEC, 몇몇 전화회사 등이 그에게 해킹당했다.
1995년 2월 15일 FBI에게 체포되었으며, 미국의 항공 핵 방위 시스템인 북미 항공 우주 방위 사령부(NORAD) 등 보안이 가장 철저한 몇 개의 시스템에 침투한 혐의로 기소되었다. 자기가 도망자 생활을 한 방법도 해킹이었다. 자신을 도청하는 사람을 역으로 해킹하기도 하였다.
하지만 끝내 도피생활 중 잡히며 징역형이 선고되었고, 2003년 1월 21일 자정까지 3년간 컴퓨터 사용이 금지되었으며, 휴대전화도 사용할 수 없도록 제한을 받으며 보호관찰 명령을 받았다(그러나 일반 유선 전화는 사용할 수 있었다).
케빈 미트닉은 5년 이상 미국에서 가장 중요한 현상수배범이었다. 100만 달러 이상의 금액을 인터넷을 통한 사기로 갈취했다고 한다.(하지만 그는 결코 해킹을 금전적으로나 악의적으로 악용하지 않았으며 단지 해킹이 좋아서 해킹을 한 것이라고 밝혔다.) 기네스북에선 이 사기 사건을 최대의 해킹으로 기록하고 있지만, 실제로 미트닉은 컴퓨터는 한 번도 쓰지 않고 전화기만을 이용했다고 한다. 그러나 미트닉의 저서 《사기의 기술》에서 그는 이 사건을 자기가 저지른 것이 아니고, 스탠리 리프킨이란 다른 사회 공학자(Social Engineer)가 일으킨 것이라고 주장했다.
약 5년간의 복역을 마치고 미트닉은 저술가 및 보안 컨설턴트로 활동하였으며, 2023년 7월 16일 사망했다.

## 자서전
그의 자서전에 의하면 재판과정 중 사실이 아닌 검찰, FBI가 내놓은 발언이 있었고 이 때문에 재판과정이 케빈 미트닉에게 불리해졌다. 재판과정 중 케빈 미트닉을 지지하는 많은 사람들 시위를 벌이기도 했다.
본인의 자서전은 네트워크 속의 유령이라는 책이다.

## 같이 보기
- 케빈 폴슨